# 秋田県立体育館
秋田県立体育館（あきたけんりつたいいくかん）は、秋田県秋田市八橋運動公園にある総合体育館である。秋田県総合公社が管理運営している。日本プロバスケットボールリーグ（bjリーグ）の秋田ノーザンハピネッツがホームアリーナとして利用していた。

## 施設

### 大体育場
- フロア面積：1,730m²[3]

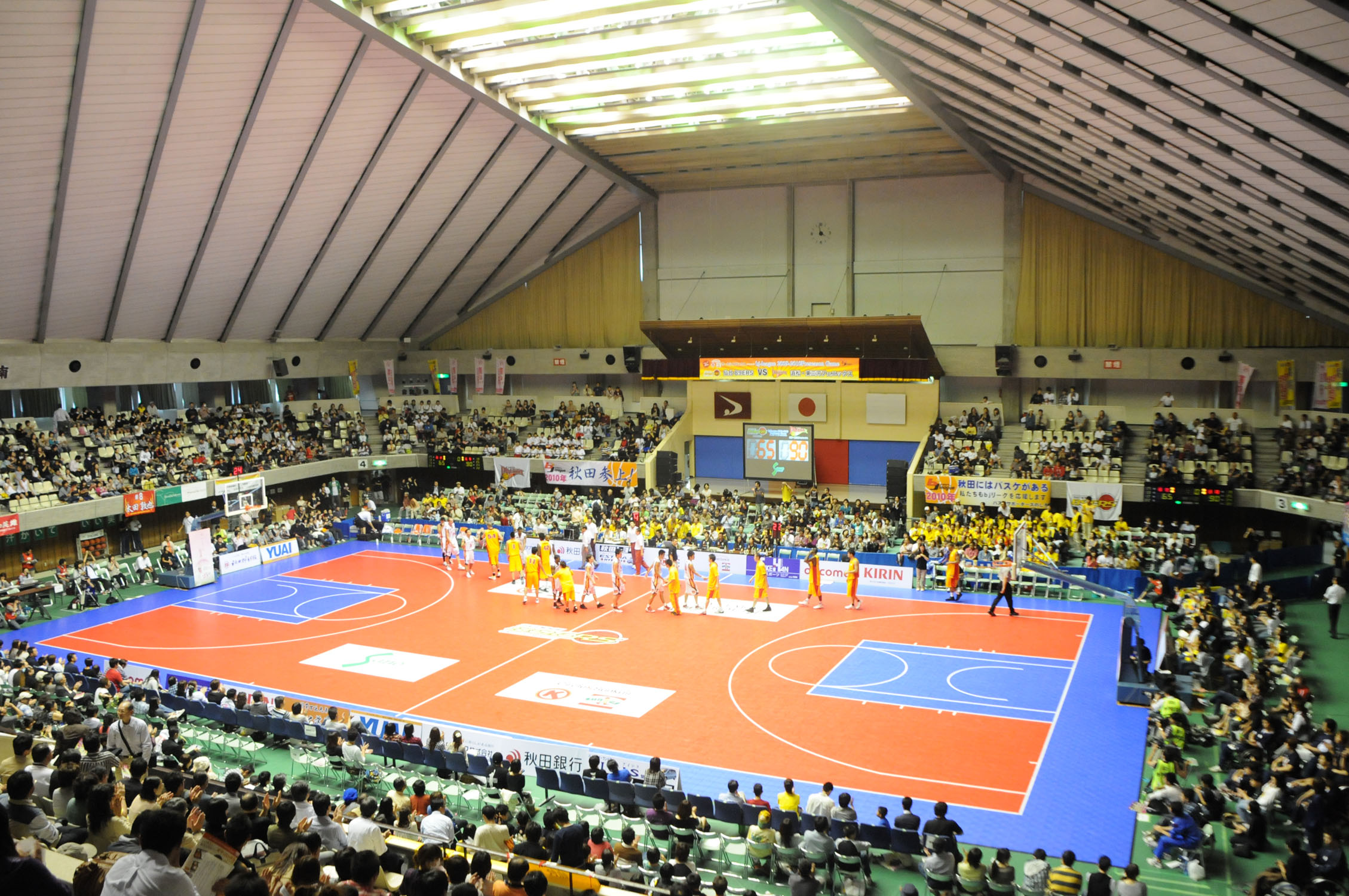
大体育場での仙台89ERS対浜松・東三河フェニックスのbjリーグプレシーズンゲームの様子（2009年9月）

- 2,368人（2階固定席1,719人、3階固定席649人）[3]
- 使用種目：バスケットボール（2面[3]）、バスケットボール、バレーボール、バドミントン、卓球、ソフトテニス、ハンドボール、体操など[4]

### 小体育場
- フロア面積：463.1m²[3]
- 使用種目：バレーボール（1面[3]）、バドミントン、テニス、体操など[4]

### その他
- 男子控室（2室）：63平方メートル、59.5m²[4]
- 女子控室（2室）：54.4平方メートル、45m²[4]
- 会議室：45平方メートル[4]

## 建て替えについて
県立体育館は、2023年（令和5年）の時点で建築から55年が経過しており、老朽化が進行している。2021年（令和3年）7月16日には、大体育場の天井からコンクリート板の一部が剥がれ落ちるなど施設の老朽化に起因する問題が発生しており、この問題を受けて同年7月21日から2022年（令和4年）2月11日にかけての長期にわたって全面休館となった。
県立体育館の目標使用年数は60年であり、それを迎える2028年（令和10年）秋までに建て替えを行う計画で、関連した機能を有する秋田県スポーツ科学センターを集約・複合化した上での建て替えとなる。
2021年（令和3年）11月2日には、来年度から県立体育館の建て替えに関する事業を着手すると発表され、2022年（令和4年）2月24日には県がスケジュールを示した。
建設候補地については、八橋運動公園（現在地）か秋田県立中央公園の2案が挙げられた。県はこの2か所以外に適地は無いとし、公有地であるため用地買収等の必要がなく、目標である2028年秋の開館に間に合わせることが可能であるためだとしている。2022年12月8日に基礎調査の結果が発表され、交通アクセスが容易な点や周辺への経済波及効果が期待できる点から、建設地は八橋が課題が少ないとされた。翌年1月27日に行われた基本計画検討委員会の初会合においても、建設地は八橋が最有力とされた。
整備費については、2023年（令和5年）5月17日に開かれた基本計画検討委員会の第3回会合において、170億円と試算されていたが、同年8月21日に八橋運動公園内に新たな丘や緑地を造成するための費用が追加で必要とし、体育館周辺の整備費も合わせると約200億円に上るとの見通しが示された。同年12月には県から基本計画案が公表され、整備費として約190億円と発表されたが、2024年（令和6年）5月21日には物価上昇などを踏まえて約200億円に増額。同年11月19日には資材価格や人件費のさらなる高騰により、364億円へと増額された。この背景には、施設の整備・運営事業に関する一般競争入札において、見積額と県が提示した整備費との乖離が生じた結果、すべての参加表明事業者が入札を辞退し、入札が中止となった経緯がある。そのため、予定価格の見直しが必要とされているほか、東京など首都圏において再開発事業による建設需要が急増しており、資材価格や人件費が高騰していることも影響している。

## 当体育館で開催された試合

### プロボクシング
- 世界ボクシング協会（WBA）世界ジュニアミドル級タイトルマッチ
  - 工藤政志（ 日本／熊谷）対アユブ・カルレ（ ウガンダ）【1979年10月25日】

## 当体育館で開催されたコンサート
| 年                          | 月日           | アーティスト                             |
| --------------------------- | -------------- | ---------------------------------------- |
| 1975年（昭和50年）          | 12月14日       | ポール・モーリア・グランド・オーケストラ |
| 1983年（昭和58年）          | 9月15日        | リチャード・クレイダーマン               |
| 1993年（平成5年）           | 10月20日・21日 | CHAGE and ASKA                           |
| 2012年（平成24年）          | 4月14日・15日  | 小田和正                                 |
| 2016年（平成28年）          | 3月19日・20日  | DREAMS COME TRUE                         |
| 2018年（平成30年）          | 10月20日       | 私立恵比寿中学                           |
| 2019年（平成31年/令和元年） | 3月9日・10日   | 高橋優                                   |
| 2019年（平成31年/令和元年） | 6月29日        | THE YELLOW MONKEY                        |
| 2019年（平成31年/令和元年） | 10月19日       | 私立恵比寿中学                           |

## アクセス
出典 : 
路線バス
| 運行事業者   | 乗車停留所   | のりば | 路線・系統   | 下車停留所       |
| ------------ | ------------ | ------ | ------------ | ---------------- |
| 秋田中央交通 | JR秋田駅西口 | 2      | 140          | 「県立体育館前」 |
| 秋田中央交通 | JR秋田駅西口 | 3      | 145・146     | 「県立体育館前」 |
| 秋田中央交通 | JR秋田駅西口 | 5      | 121・133     | 「県立体育館前」 |
| 秋田中央交通 | JR秋田駅西口 | 6      | 702          | 「県立体育館前」 |
| 秋田中央交通 | JR秋田駅西口 | 8      | 230          | 「県立体育館前」 |
| 羽後交通     | JR秋田駅西口 | 10     | 県立体育館行 | 「県立体育館前」 |

自動車
- 秋田中央I.C.より約20分